# Corydalis heteropetala
Corydalis heteropetala là một loài thực vật có hoa trong họ Anh túc. Loài này được Ochiauri mô tả khoa học đầu tiên năm 1994.